# The Kovenant
The Kovenant je norská gothic/industrialmetalová kapela s prvky elektronické hudby. Byla založena v roce 1992 Stianem Arnesenem (používajím pseudonymy Lex Icon, Nagash) a Amundem Svenssonem (pseudonymy Psy Coma, Blackheart, Thanatos) původně jako sympho-blackmetalová kapela Covenant. Pod tímto názvem se prezentovala až do roku 1999, kdy se kvůli přím se stejnojmennou švédskou hudební skupinou přejmenovala.
V roce 1997 vyšlo pod hlavičkou britského vydavatelství Mordgrimm debutové studiové album pojmenované In Times Before the Light.
Žánrová změna a příklon k industriálnímu metalu a elektronické hudbě se datuje od třetího alba Animatronic z roku 1999.

## Diskografie

### Covenant
Dema
- From the Storm of Shadows (1994)
- Promo 1995 (1995)
- Promotape 1996 (1996)

Studiová alba
- In Times Before the Light (1997)
- Nexus Polaris (1998)

### The Kovenant
Studiová alba
- Animatronic (1999)
- Nexus Polaris (2000) – reedice alba z r. 1998
- In Times Before the Light (2002) – kompletně přepracované a zremixované album z r. 1997
- SETI (2003)
- In Times Before the Light 1995 (2007) – reedice alba z r. 2002 obsahující jako bonus demo From the Storm of Shadows

EP
- SETI (4-Track Club EP) (2003)

Box sety
- The Complete Album Collection (2021) – sada 4 audiokazet od Cosmic Key Creations